# Croix de Rougentin
La croix de Rougentin , est située sur le "chemin de Quily Saint-Zénon", sur la commune de Saint-Servant dans le Morbihan.

## Historique
La croix de Rougentin fait l’objet d’une inscription au titre des monuments historiques depuis le 6 mars 1946.

## Architecture
La croix de Rougentin, de forme lobée inversée, est une croix calvaire en granit. 
Elle est érigée sur un socle bas où est gravé 1878